# Marjan Temmerman
Marjan Temmerman (ca. 1977) is een Vlaams radiopresentator, redacteur en journalist.
Temmerman volgde haar middelbareschooltijd op het Maerlant-Atheneum waar ze haar diploma MTWi in 1995 behaalde.
Na een studie op de Vrije Universiteit Brussel waar ze haar licentiaat geschiedenis haalde in de periode tussen 1995 en 2001, begon ze haar carrière bij de radio bij FM Brussel in januari 2002. Daar werkt ze met name op de nieuwsredactie en presenteerde ze.
Vanaf 2009 werkt ze voor de VRT, meer specifiek voor Radio 1 waar ze in de weekenden het programma De ochtend presenteerde. Waar nodig viel ze voor hetzelfde programma door de week in bij verhindering van andere presentatoren.
Dit weekendprogramma werd in het najaar 2012 uit de programmering gehaald. Vanaf dat moment vormde Temmerman een duo met Xavier Taveirne voor dit programma op de doordeweekse dagen (om de week, afgewisseld door duo Bart Rymen en Sara van Boxtael).
Vanaf 1 juni 2013 is Xavier Taveirne opgevolgd door Joris Vergeyle die al ten tijde van de weekendprogrammering van De ochtend Temmerman afwisselde in de presentatie. Taveirne vormt in het vervolg een presentatieduo met Bert Rymen.